# Squeak
Squeak – implementacja języka Smalltalk. Cechy: multimedialność, niezależność od platformy, darmowy, licencja Open Source.
Squeak jest tworzony przez programistów na całym świecie, na podobnej zasadzie jak system operacyjny Linux. Jest rozwijany między innymi przez wynalazcę i twórcę podwalin Smalltalka, Alana Kay. Projekt został zapoczątkowany w firmie Apple, następnie przejęty przez koncern Disney Company. Cechuje się przede wszystkim integracją różnych technologii multimedialnych i z tego powodu jest dobrym narzędziem do tworzenia aplikacji multimedialnych. W tym celu używany jest również przez koncern Disney.

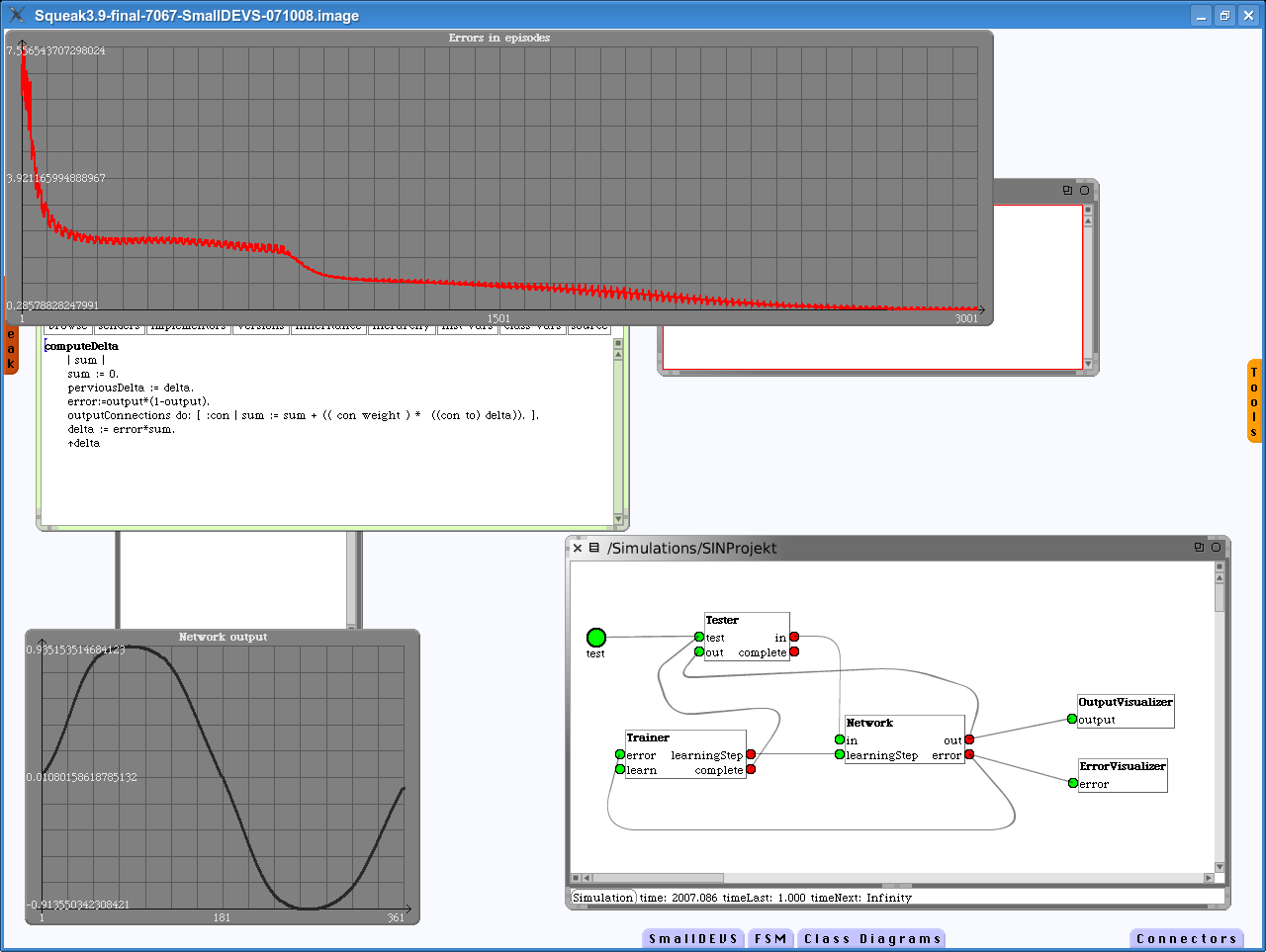
Squeak 3.9